# 加茂分屯基地
座標: 北緯39度54分49秒 東経139度46分52秒 / 北緯39.91361度 東経139.78111度
加茂分屯基地（かもぶんとんきち、JASDF Kamo Sub Base）とは、秋田県男鹿市男鹿中滝川国有地内に所在し、第33警戒隊等が配置されている航空自衛隊三沢基地の分屯基地である。
分屯基地司令は、第33警戒隊長が兼務。

## 配置部隊
北部航空方面隊隷下
- （北部航空警戒管制団 ）
  - 第33警戒隊

## 沿革
- 1955年（昭和30年）12月：現在地にアメリカ空軍第613航空警戒管制中隊第33分遣隊(Detachment 33,613th Aircraft Control & Warning Squadron)が展開。
- 1956年（昭和31年）：航空自衛隊北部訓練航空警戒隊が展開開始
- 1957年（昭和32年）：第2警戒隊第33警戒中隊に改編
- 1958年（昭和33年）：北部航空警戒管制群編成、アメリカ軍よりレーダー移管。
- 1961年（昭和36年）3月：第33警戒群へ改編
- 1961年（昭和36年）7月：北部航空警戒管制団編成
- 2000年（平成12年）3月：第33警戒隊へ改編
- 2008年（平成20年）：使用レーダーをJ/FPS-3改に改修[1]